# أي-104

أي-104 بالإنجليزية A-104 هو إقلاع صاروخ من نوع ساتورن 1 بغرض حمل قمرا صناعيا يسمى بيجاسوس 2  لإغراض البحث العلمي في مدار حول الأرض اعطته ناسا لقب مدار ليو LEO. وكان ذلك الإقلاع الذي تم في 25 مايو 1965 هو الثاني من ضمن ثلاثة بعثات إلى الفضاء تجريها ناسا على الصاروخ ساتورن من ضمن برنامج أبولو. وتسمى تلك البعثة أي-104 أو بيجاسوس 2  (Pegasus 2). وقد تمت العملية باستخدام مركبة فضاء أبولو شكلية (أي مركبة اختبارية ليست في تصميمها النهائي لحمل رواد فضاء).
ولا تختلف تلك البعثة كثيرا عن بعثة أي-103.

## الغرض
الغرض من أرسال القمر الصناعي بيحاسوس 2 إلى الفضاء هو جمع معلومات عن معدل اصطدام شهب صغيرة ميكرونية تبلغ كتلتها بين 1E-7 و 1E-4 جرام (أي 0001و0 جرام) في الفضاء القريب من الأرض. وتفيد تلك المعلومات عن مدى تعرض رواد الفضاء مستقبلا لتلك الاصطدامات. كما تبغي ناسا في نفس الوقت اختبار نظام توجيه الصاروخ وكيفية مفاعلته مع التوجيهات التي ترسل إليه من الأرض. كذلك اختبار مركبة الفضاء أبولو والصاروخ ساتورن 1. وأخيرا اختبار نظام الإنقاذ.

## الأجهزة

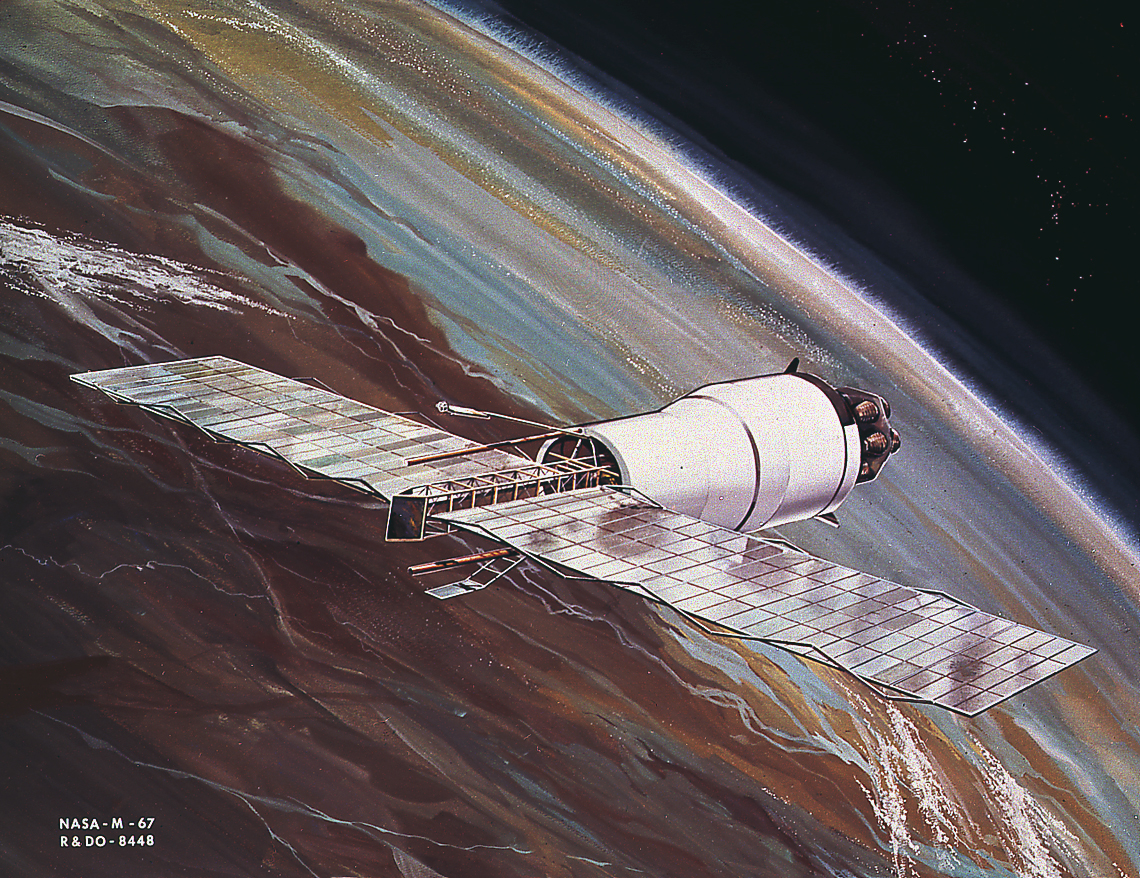
Pegasus-Satellit

يتكون نظام الإنقاذ من صاروخ صغير ظوله 7و4 متر يعلو مركبة الفضاء، ويشتبك بها بواسطة حامل معدني يبلغ ارتفاعه 3 متر.
والمركبة الفضائية الشكلية رقم (BP-26) تكاد تكون مشابهة تماما للمركبة الأصلية وتزن 4و4 طن وتتكون من مركبة قيادة قمعية الشكل ذات قاعدة قطر 9و3 متر وارتفاع 6و3 متر من الألمونيوم Command Module، ومثبت بها وحدة خدمة Service Module تعمل على حمل القمر الصناعي أثناء الطيران. وتتصل وحدة الخدمة ووزنها نحو 10 طن بالمرحلة الثانية للصاروخ الحامل.
يتصل القمرالصناعي بيجاسوس أيضا بالمرحلة الثانية للصاروخ ويبلغ مقاييس القمر الصناعي 5,28 x 2,13 x 2,41 متر ويزن 4و1 طن. وهو يتكون من شراعين شمسيان وأجهزة لفرد المساحة الحساسة، ومجسات وأجهزة إلكترونية وأجهزة اتصال بالأرض. وتبلغ المساحة الحساسة التي ستسجل اصطدامات الشهب مساحة طولها 29 متر وبعرض 3و4 متر.

## الاستعداد للإطلاق
وصلت مرحلتي الصاروخ إلى مركز كينيدي للفضاء بين 25 فبراير و 8 مارس 1965 حيث نصبت مع الأجزاء الأخرى والقمر الصناعي في قمتها على منصة الإقلاع رقم 37B. وكان اقلاعا عاديا.

## الإقلاع

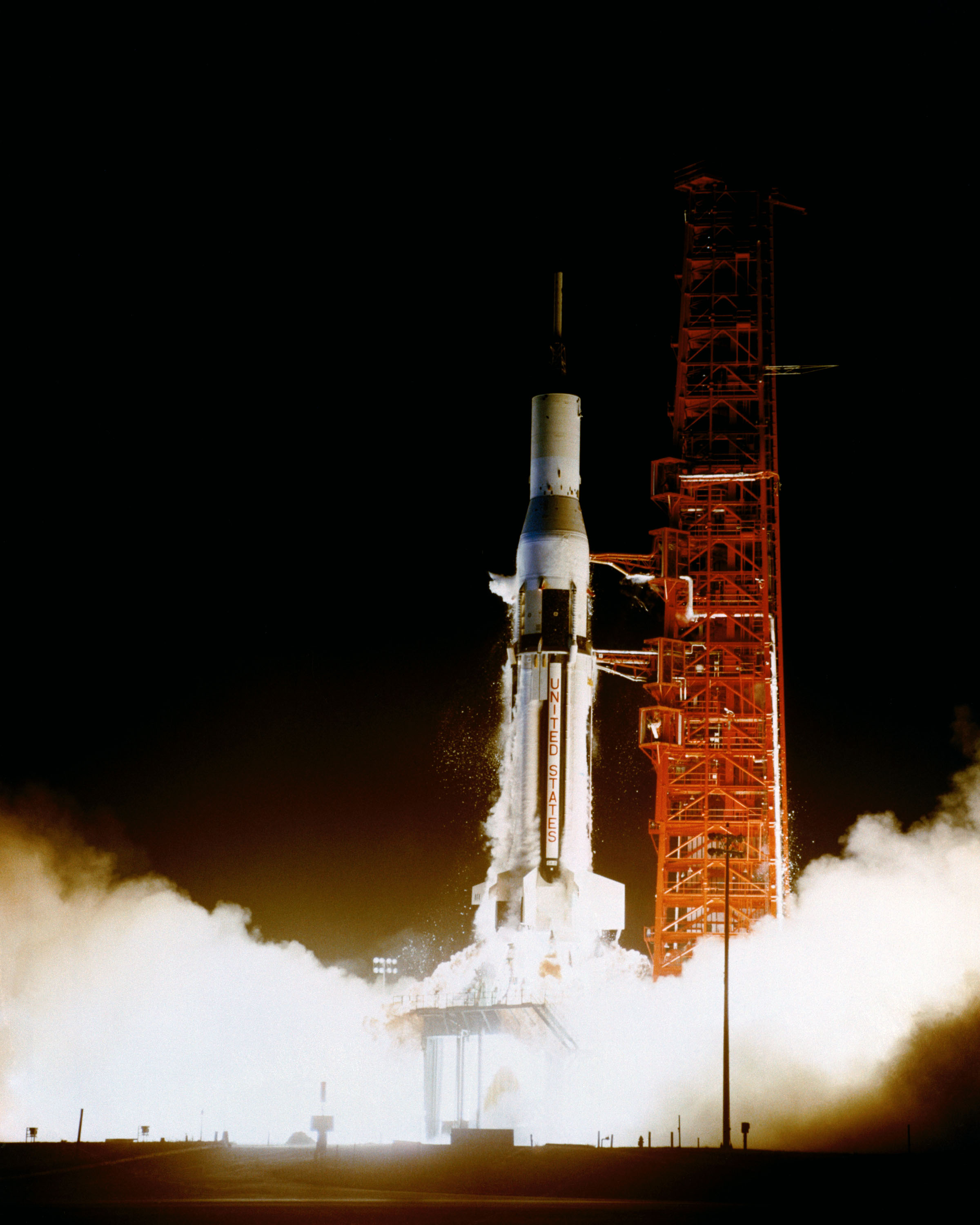
Start der A-104-Mission

تم الإقلاع يوم 25 مليو 1965 في تمام الساعة 7:41 حسب توقيت عالمي منسق، وكان حسب التوقيت المحلي هو أول إقلاع لساتورن 1 يتم ليلا. وبعد انفصال المرحلة الأولى التي اشتغلت لمدة دقيقتين و 41 ثانية
اشعلت المرحلة الثانية، ثم انفصل أيضا صاروخ الإنقاذ بحسب الخطة الموضوعة.
بعد 10 دقائق و 42 ثانية من الإقلاع وصل الصاروخ إلى مدار حول الأرض. وبعد دقيقتين ونصف انفصلت المرحلة الثانية من الصاروخ وعليه القمر الصناعي عن مركبة الفضاء، واتخذت المرحلة الثانية وحمولتها مسارا آخر. وبقي القمر الصناعي بيجاسوس 2 في مداره المحسوب - إقل ارتفاع 505 كيلومتر وأقصى ارتفاع عن الأرض 750 كيلومتر - وأتم فرد مساحته الحساسة.
وكان مقدرا له البقاء في هذا المدار مدة 1220 يوم للقيام بإحصاء الشهب الساقطة عليه وإرسال النتائج إلى مركز المراقبة على الأرض. وفي 29 أغسطس 1968انتهت مهمته وأغلقت دوائره الكهربائية، ثم سقط يوم 3 نوفمبر 1979 محترقا في الغلاف الجوي للأرض.

## أهمية هذا الإقلاعلبرنامج أبولو
تم الإقلاع بنجاح تام. ورغم ظهور بعض أعطال بسيطة على المرحلة الأولى للصاروخ إلا أن جميع الأهداف المطلوبة قد تحققت.
وتقرر القيام بالرحلة الثالثة والأخيرة أيضا وإرسال قمرا صناعيا من نوع بيجاسوس إلى مدار حول الأرض.

## اقرأ أيضا
- أبولو 8
- أبولو 10
- أبولو 11
- نيل أرمسترونج
- قائمة بعثات أبولو